# 選物家
《選物家》，2024年公視人生劇展，由黃迪揚、方宥心、林志儒、黃宥凱領銜主演。公視主頻於2024年11月10日首播、公視3台於2024年11月17日播出。

## 播出時間

### 首播
| 頻道     | 所在地 | 首播日期       | 播放時間         |
| -------- | ------ | -------------- | ---------------- |
| 公視主頻 | 臺灣   | 2024年11月10日 | 週日22:00－23:40 |
| 公視3台  | 臺灣   | 2024年11月17日 | 週六12:00－13:40 |

## 故事大綱
為了能有更好的生活，幫老闆開車的張允光把經營娃娃機台當作自己的副業，賺取一個個10元硬幣，讓自己的家在經濟上不虞匱乏。
直到久未聯繫的父親突然回來，不願面對的張允光選擇逃避，卻也開始從監視器背後走進娃娃機店的世界，在形形色色的台主與夾客所帶來的衝擊與體悟中，讓他汲汲營營的人生開始有了變化。
漸漸地，允光開始伸出他的爪子，在現實的世界中，去抓回屬於他生命中最重要的那一隻娃娃。

## 演員列表

### 主要演員
| 演員   | 角色   | 介紹 |
| 黃迪揚 | 張允光 |      |
| 方宥心 | 蔡敏俐 |      |
| 林志儒 | 張富強 |      |
| 黃宥凱 | 瑞瑞   |      |

## 製作團隊
- 導演：胥昌浩
- 製作人：王威人
- 編劇：吳思惠 / 胥昌浩

## 外部連結
- 公視人生劇展的Facebook專頁